# Купер, Эмиль Альбертович
Эми́ль Альбе́ртович Ку́пер (англ. Emil Cooper; 1 [13] декабря 1877, Херсон — 19 ноября 1960, Нью-Йорк) — русский и американский дирижёр. Герой труда (1923), заслуженный дирижёр (1923). Заслуженный артист Республики (1923).

## Биография
Из еврейской семьи, отец — минский мещанин, скрипач, контрабасист и музыкальный педагог Альберт Леонович Купершток (Купер, 1854—1924), работал в Одесском оперном театре. Брат — Макс Альбертович Купер (1881—1959), хормейстер и театральный дирижёр.
Окончив музыкальное училище в Одессе по классам скрипки и композиции, начал заниматься дирижированием (брал уроки у Артура Никиша). Впервые встал за дирижёрский пульт в 1896, работал в Киевской опере (1900—1904, антреприза М. М. Бородая), частной опере Зимина в Москве, где под его управлением в 1909 впервые прозвучала опера Римского-Корсакова «Золотой петушок».
С 1908 года постоянный дирижёр симфонических концертов Московского отделения ИРМО. Купер дал ряд премьер сочинений Метнера, Мясковского (Третья симфония, 1915), Рахманинова, Скрябина, Глиэра (симфония «Илья Муромец», 1912) и других современных ему композиторов. Талант музыканта заметил С. П. Дягилев, который пригласил его дирижировать в «Русских сезонах». Так, под управлением Купера состоялось знаменитое представление оперы Мусоргского «Борис Годунов» с Ф. И. Шаляпиным в главной роли.
В Московской консерватории — профессор класса камерного ансамбля (1918).
После революции А. К. Глазунов пригласил Купера дирижировать в Петроградском Государственном театре оперы и балета и в оркестр Петроградской филармонии. Также был профессором дирижерского и оркестрового классов Петроградской консерватории (1919—1924).
В 1924 году принял решение не возвращаться в СССР после полугодового отпуска, обосновавшись в Париже. В это время много гастролировал, несколько лет спустя стал художественным руководителем Рижской оперы, а ещё через три года занял пост дирижёра в Чикаго. Вернувшись в Европу в 1932, музыкант продолжал концертировать до 1939. С 1940 г. жил в США. После войны Купер стал одним из дирижёров театра Метрополитен-опера в Нью-Йорке, где руководил американской премьерой оперы Бриттена «Питер Граймс» и новой редакцией «Хованщины» Мусоргского. С 1950 г. работал в Монреале, расширив репертуар, в том числе, исполнил до того неизвестные в Канаде оперы С. С. Прокофьева и Дж. Менотти.
Сохранился ряд записей Купера, среди них оперы «Джоконда» А. Понкьелли и «Ромео и Джульетта» Ш. Гуно.

## Семья
Племянник — дирижёр Анатолий Семёнович Бадхен.